# University of Nottingham
University of Nottingham – brytyjski uniwersytet w Nottingham.

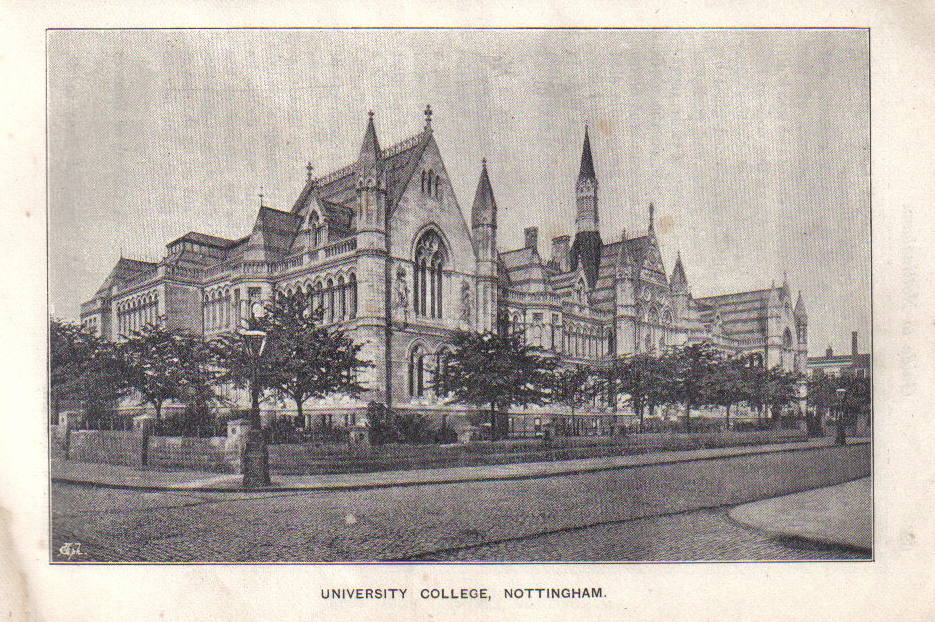
University College Nottingham (1897)

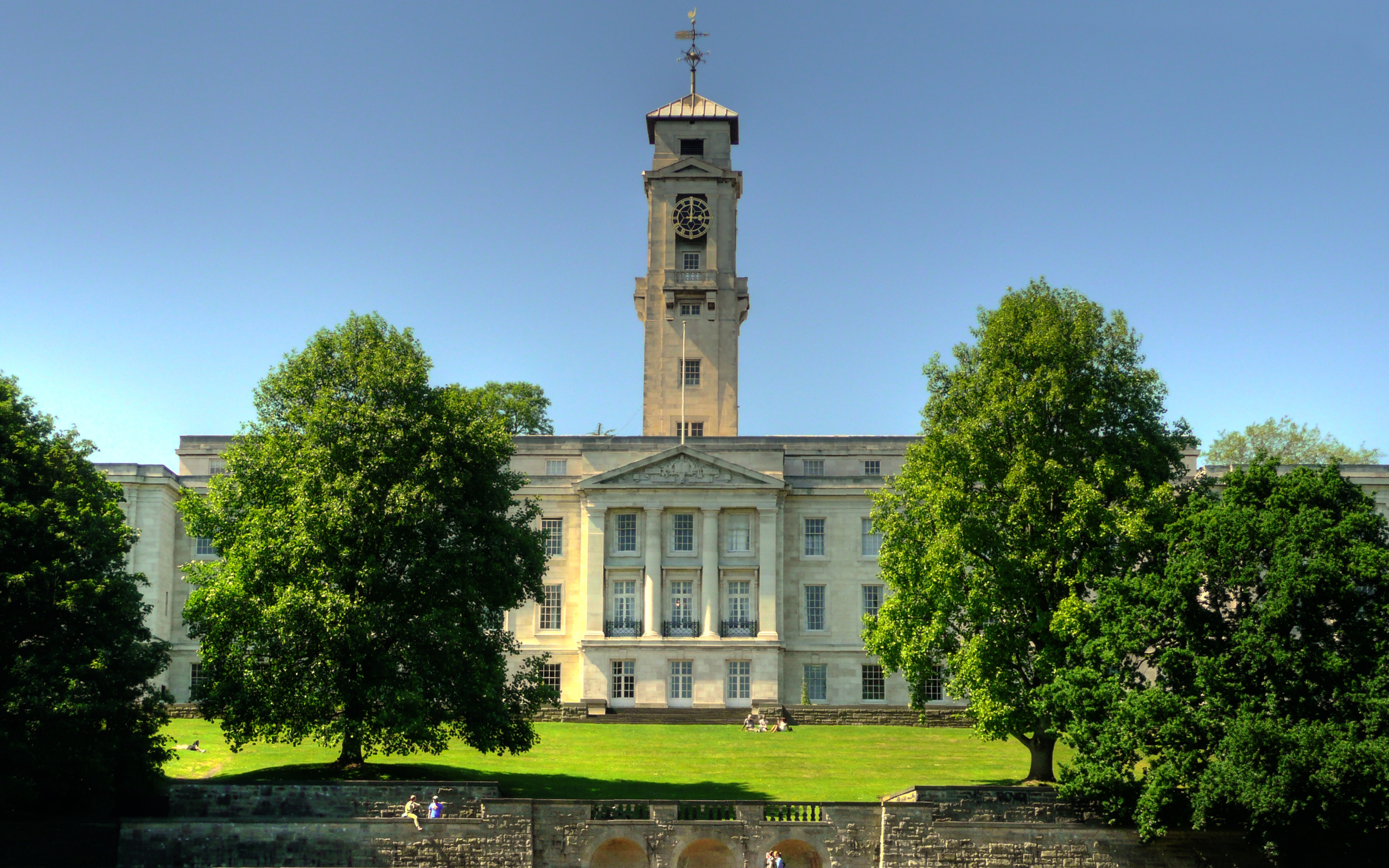
Trent Building

Główną siedzibą jest zwarty kampus na przedmieściach miasta, mający charakter parku, o powierzchni 130 hektarów. Na jego terenie leży większość budynków uczelnianych oraz akademiki dla kilku tysięcy studentów, ponadto biblioteki, nowoczesne centrum sportu i centrum konferencyjne. Uczelnia posiada futurystyczny Jubilee Campus na terenie miasta, mniejszy kampus w pobliskiej miejscowości Sutton Bonnington oraz dwa nowo powstałe w Chinach i Malezji. Łącznie na uniwersytecie studiuje około 30 tysięcy studentów.
Według QS World University Rankings w 2012 Uniwersytet znajdował się na 72. miejscu na świecie.

## Życie studenckie
W ramach samorządu studenckiego – Students’ Union – działa ok. 150 klubów i towarzystw studenckich, ok. 70 klubów sportowych, studencki bar Mooch oraz rozgłośnia radiowa URN, która uznana została przez BBC za najlepszą studencką rozgłośnię w kraju.

## Osoby związane z uczelnią
- Clive Granger – laureat Nagrody Nobla w dziedzinie ekonomii
- Peter Mansfield – laureat Nagrody Nobla w dziedzinie medycyny
- D.H. Lawrence – pisarz
- Najib Tun Razak – premier Malezji
- John Sawers – dyrektor generalny MI6
- Andrzej Bargieła